# Marat Mirgaziamow
Marat Parisowicz Mirgaziamow (ros. Марат Парисович Миргазямов, ur. 26 lutego 1942 we wsi Karaidel w Baszkirskiej ASRR) – premier Baszkirskiej ASRR (1981-1991).
Od 1961 pracował w rafinerii w Ufie, 1966 ukończył Ufijski Instytut Naftowy. Od 1973 pracownik Komitetu Miejskiego KPZR w Ufie, od 1976 sekretarz ordżonikidzewskiego rejonowego komitetu KPZR w Ufie, od 1980 w Baszkirskim Komitecie Obwodowym KPZR. Od 1982 I sekretarz Komitetu Miejskiego KPZR w Tujmazach, 1984 ukończył Akademię Nauk Społecznych przy KC KPZR w Moskwie, od 8 stycznia 1986 do rozpadu ZSRR przewodniczący Rady Ministrów Baszkirskiej ASRR. Deputowany do Rady Najwyższej Baszkirskiej ASRR 11 kadencji.